# Matelea fendleri
Matelea fendleri är en oleanderväxtart som beskrevs av G. Morillo. Matelea fendleri ingår i släktet Matelea och familjen oleanderväxter. Inga underarter finns listade i Catalogue of Life.